# 陳建中
陳建中（英語：John Chan Kin Chung，1984年8月7日—），香港男性企業家、投資者及作家，域塔物流科技控股（美:RITR）主席兼行政總裁，物流大模型與 AI 智能體科技公司NEXX聯合創辦人兼副主席，駿高控股（08035）前主席，地產私募基金「星匯資本集團」創辦人，曾以筆名「Starman」出版了《現金流為王》及《現金流為王2》兩本財經著作，並多次登上聯合出版社暢銷書榜（非文學類）的第一位，兩年間兩書共印了13版，為香港本地最暢銷的財經書籍。

## 背景
陳建中曾參加過兩次會考，首次投考僅得七分，而翌年重讀時則選修抱感興趣的經濟學科，更分別於香港城市大學、香港理工大學及美國印第安納大學（布盧明頓分校），取得工商管理學士（2004至2007年）與企業金融碩士（2010至2012年）學位和修讀國際經濟學課程（2006至2007年）。2007年畢業後，他獲中國建設銀行聘用為企業財務部門管理見習生，2010到2015年間升任企業融資部副總裁及高級產品經理；2014年就創辦了地產私募基金公司「星匯資本集團」，從事另類地產項目投資，同年收購了卓豐地產，至2017年完成了超過20個工廈拆售項目。
2015年，陳建中開始投資新界倉地，同年買入上水一幅10萬平方呎的倉地，發展成新型物流倉庫；2018年亦向飲食業發展，投資創辦了「Kidskiss Kingdom親子主題餐廳」及「Kidskiss and Cook親子廚藝教室」，為聯合創辦人之一。另外，他自2015年開始在博客發表文章，曾為財經雜誌《iMoney》及《華富財經》專欄作家，惟近年專注公司業務已減少寫作。
2019年，陳建中以星匯資本集團名義參與買入了新界一幅30萬呎的倉地，再創辦物流地產科技公司「Comboxx Group」，擔任聯合創辦人兼執行董事，並投資逾10億港元夥拍嘉里物流（港交所：00636）子公司「嘉里物流工程」，共同興建設香港首個樓底最高、規模最大的全自動化物流園項目「SuperHub ONE」。
同年10月，陳建中隨時任財政司司長陳茂波率領的金融科技代表團，赴倫敦交流，分享如何將物流倉儲、金融科技、區塊鏈技術互相結合；期間又與美國最大通証發行平台「Securitize LLC」歐洲主管布里奇·田耐里（Breige Tinnelly）會面，且即時簽訂了戰略合作協議，計劃把Comboxx部份資產通証化和透過英國最新金融科技持牌證券商平台作融資。
2020年，陳建中創辦並重組「域塔物流科技集團」，提供綜合資產增值及物流科技的整合解決方案，也是「房地產+物流科技」（PLT）解決方案產業的先驅。
2022年6月，陳建中被駿高控股（08035）委任為新任董事會主席兼非執行董事，6月10日起開始生效。駿高控股成立於1990年，為紮根香港的第三方物流公司，主要從事貨運代理及提供一站式物流服務。集團已發展為全球貨運代理，提供創新及科技驅動的端對端解決方案；其業務包括五大範疇：國際電子商務物流解決方案、貨運代理、合約物流、醫藥及保健品及快遞。
2024年2月，陳建中聯同前摩根大通中國首席執行官黃國濱及香港獨角獸思謀物流科技集團前總經理許嘉共同創立了人工智能科技公司NEXX，同年6月引入長實集團（1113）成為其股東。
同年8月，域塔物流科技控股（美:RITR）在美國納斯達克交易所上市，公司市值2.5億美元。
2025年4月，域塔物流科技（美:RITR）攜手人工智能先驅NEXX，以人工智能與具身智能技術， 推出全港首個專為針對物流業運作而設計的人形機械人。

## 著作
- 2017年4月：《現金流為王》（天窗出版社、ISBN 9789888395460）[27]
- 2018年11月：《現金流為王2》（天窗出版社、ISBN 9789888395972）[28]

## 外部連結
- 陳建中的Facebook專頁
- 陳建中的Instagram帳戶
- Comboxx Group （页面存档备份，存于）
- 星匯資本集團 （页面存档备份，存于）
- Kidskiss Kingdom親子主題餐廳 （页面存档备份，存于）
- Kidskiss and Cook親子廚藝教室[]